# Anoba rufitermina
Anoba rufitermina là một loài bướm đêm trong họ Erebidae.